# Stazione di Musashi-Shinjō
La stazione di Musashi-Shinjō (武蔵新城駅?, Musashi-Shinjō-eki) è una stazione ferroviaria situata nel quartiere di Nakahara-ku della città di Kawasaki, nella prefettura di Kanagawa in Giappone che serve la linea Nambu della JR East.

## Linee
East Japan Railway Company
■ Linea Nambu

## Struttura
La stazione è realizzata su viadotto con un marciapiede a isola e due binari passanti. Sono presenti ascensori, servizi igienici, biglietteria presenziata (dalle 7:00 alle 20:00) e tornelli automatici con supporto alla biglietteria elettronica Suica.
| 1 | ■ Linea Nambu |  | per Musashi-Kosugi, Shitte e Kawasaki         |  |
| 2 | ■ Linea Nambu |  | per Musashi-Mizonokuchi, Noborito e Tachikawa |  |

## Stazioni adiacenti
| «                   | Servizio    | »                   |
| Linea Nambu         | Linea Nambu | Linea Nambu         |
| ------------------- | ----------- | ------------------- |
| Musashi-Nakahara    | Locale      | Musashi-Mizonokuchi |
| Il rapido non ferma |             |                     |